# 志摩市志摩文化会館
志摩市志摩文化会館（しまししまぶんかかいかん）は三重県志摩市にある文化施設。ここでは、館内にある志摩市立志摩図書室（しましりつしまとしょしつ）、志摩市役所志摩支所（しましやくしょしょまししょ）についても記述する。

## 概要
当時の志摩町が「文化の薫り高い郷土づくり」を目指し、ふるさと創生基金を使って建設した施設である。1階に600人収容の大ホールや図書室を設置し、志摩市志摩町の生涯学習や文化活動の拠点となっている。
- 延床面積：2,978m2
- 年間利用者数：20,671人（2009年度[2]）

### 志摩図書室
- 休館日：月曜日、月末木曜日、特別整理期間（2月1日〜2月11日）、年末年始（12月28日〜1月4日）
- 蔵書数：17,325冊（2008年3月31日現在[3]）
- 貸出者数：59,133人（平成7年度）→23,619人（平成18年度）
- 貸出冊数：150,603冊（平成7年度）→113,891冊（平成18年度）
- 図書購入費：469,634 円（2009年度[4]）
- 利用方法・条件：志摩市立図書館#利用案内を参照。

### 志摩市役所志摩支所
- 開庁時間：8時30分 - 17時15分
- 閉庁日：土曜日・日曜日・祝日・年末年始
- 設置係：地域振興係（総務・税務収納・地域振興）、市民サービス係（住民窓口）

## 沿革
- 1950年（昭和25年）4月1日 - 越賀村（現在の志摩市志摩町越賀）が越賀小学校内に越賀村立図書館を設置。
- 1997年（平成9年）
  - 1月31日 - 建物が竣工[1]。
  - 4月1日 - 「志摩町文化会館」として供用開始[1]。
  - 7月1日 - 志摩町文化会館内に志摩町立図書館を設置。これまでは各地区の公民館図書室が図書館の役割を担っていた。
- 2004年（平成16年）10月1日 - 志摩市志摩文化会館、志摩市立志摩図書館にそれぞれ改称。
- 2007年（平成19年）7月23日 - 開館10周年記念として宝くじ文化公演事業 「N響メンバーによる室内合奏団」を開催[5]。
- 2010年（平成22年）4月1日 - 志摩市立志摩図書館が志摩図書室に降格となる。
- 2012年（平成24年）4月 - 志摩市役所志摩支所が、文化会館内に移転[6]。
- 2016年（平成28年）11月3日 - 三重県立水産高等学校・志摩高等学校が合同で「水高・志摩高フェスタ」を開催する[7]。

## 施設
| 1階 - 大ホール（2階吹き抜け、電動504席・固定96席） - 志摩図書室 - リハーサル室 - 調理実習室 - 事務室 | 2階 - 小ホール（椅子210席・テーブル90席） - 研修室 - コンピュータ研修室 - 和室（2室） |

## 実施する文化事業
- 家庭教育[9]
- 青少年教育[9]
- 婦人教育[9]
- 成人教育[9]
- 高齢者教育[9]

## 交通
- 三重交通バス志摩支所前バス停より徒歩約6分（約471m）
- 国道260号（本線）沿い。駐車場47台[8]。

## 周辺
- 志摩市役所志摩支所
- 志摩市立
  - 和具小学校
  - 志摩中学校